# Mubarak Al-Kabeer
Mubarak Al-Kabeer je jedan od šest muhafaza (provincija ili oblast) u Kuvajtu. Nalazi se u istočnom dijelu zemlje na obali Perzijskog zaljeva.

## Stanovništvo
Prema procjenama od 31. prosinca 2007. godine u Mubarak Al-Kabeeru živi 210.599 stanovnika. Površina muhafaze je 100 km2 dok je prosječna gustoća naseljenosti vrlo velika 2.106 stanovnika na km2.

## Administrativna podjela
Muhafaza Mubarak Al-Kabeer podjeljena je na osam distrikta: